# Direcció General del Marroc i Colònies
La Direcció general del Marroc i Colònies va ser un departament governamental encarregat de l'administració de les colònies que Espanya posseïa a Àfrica.

## Història
L'organisme va ser creat el 15 de desembre 1925durant la dictadura de Primo de Rivera. Va assumir tota la gestió administrativa del Protectorat espanyol del Marroc, de les colònies espanyoles en l'Àfrica occidental i dels territoris de la Guinea Espanyola D'aquest organisme també depenien l'Alta Comissaria d'Espanya al Marroc i els governadors del Sàhara espanyol. La direcció general depenia directament de la Presidència del govern. En 1934, durant el període de la Segona República, la direcció general va ser suprimida pel govern i les seves funcions reorganitzades. No obstant això, al juliol de 1936 el govern republicà va tornar a recrear aquest organisme.
Durant la guerra civil espanyola els territoris africans van quedar sota control del bàndol revoltat, que en 1938 va crear l'anomenat Servei Nacional del Marroc i Colònies —depenent de la Vicepresidència de govern— per exercir les funcions administratives sobre el Marroc i les colònies africanes, recuperant les funcions de l'antiga direcció general; de fet, després del final del conflicte, aquest organisme recuperaria el seu antic rang administratiu. L'agost de 1939 la recuperada Direcció general del Marroc i Colònies passa a dependre del Ministeri d'Exteriors,però per decret del 15 de gener de 1942 torna a dependre de la Presidència del Govern.
En 1956, després de la independència del Marroc i la dissolució del protectorat, l'organisme va passar a denominar-se Direcció general de Places i Províncies Africanes. En 1969, amb la dissolució de la Guinea Espanyola i la província d'Ifni, l'organisme va passar a reanomenar-se Direcció general de Promoció del Sàhara, denominació que va mantenir fins a l'abandó espanyol de la província del Sàhara en 1976 i la seva dissolució.